# Calotes calotes
Calotes calotes är en ödleart som beskrevs av Carl von Linné 1758. Calotes calotes ingår i släktet Calotes och familjen agamer. Inga underarter finns listade.